# Sangiaccato (Balcani)
Il Sangiaccato (in serbo, croato, bosniaco e montenegrino: Sandžak o Санџак sǎndʒak, in albanese: Sanxhak o Sanxhaku, in turco: Sancak) è una regione storico-politica e geografico-amministrativa dei Balcani occidentali suddivisa tra Serbia e Montenegro. Deve il suo nome all'unità amministrativa del Sangiaccato di Novi Pazar, una suddivisione dell'Impero ottomano che rimase in vigore fino alle guerre balcaniche del 1912.

## Nome
La regione è conosciuta come "Sandžak" (Санџак) o "Novopazarski Sandžak" da tutti i gruppi etnici presenti nel suo territorio (Bosgnacchi, Serbi e Montenegrini). A volte i Serbi si riferiscono alla regione come all'"Oblast di Raška" (Рашка Област).

## Geografia
Il Sangiaccato si estende dal confine con la Bosnia ed Erzegovina fino al Kosovo comprendendo un'area di 8.686 km². La regione delinea inoltre il confine tra la Serbia (a nord-est) e il Montenegro (a sud-ovest).
Sei municipalità del Sangiaccato sono incluse nel territorio serbo (Novi Pazar, Sjenica, Tutin, Prijepolje, Nova Varoš e Priboj) e sei si trovano in Montenegro (Pljevlja, Bijelo Polje, Berane, Andrijevica, Rožaje e Plav).
La città maggiore della regione, nonché tradizionale capoluogo storico e amministrativo, è Novi Pazar, che conta circa 55.000 abitanti. Le altre maggiori città del Sangiaccato sono Pljevlja (23.800 abitanti) e Priboj (19.600). In Serbia le municipalità di Novi Pazar e Tutin sono incluse nel distretto di Raška, mentre le municipalità di Sjenica, Prijepolje, Nova Varoš e Priboj sono incluse nel distretto di Zlatibor.

## Storia
I primi abitanti delle regioni di cui si hanno notizie sono gli Illiri. Nel I secolo d.C. la regione venne conquistata dai Romani, mentre tra il VI e il VII secolo si insediarono le prime tribù slave, molte di etnia serba.
Nel Medioevo la regione era inclusa nello stato serbo di Raška (Rascia). La capitale della Raška era la città di Stari Ras, localizzata vicino all'attuale centro di Novi Pazar. Il Sangiaccato fu in seguito parte dei successivi stati serbi, fino a quando venne conquistato dagli Ottomani nel XV secolo.

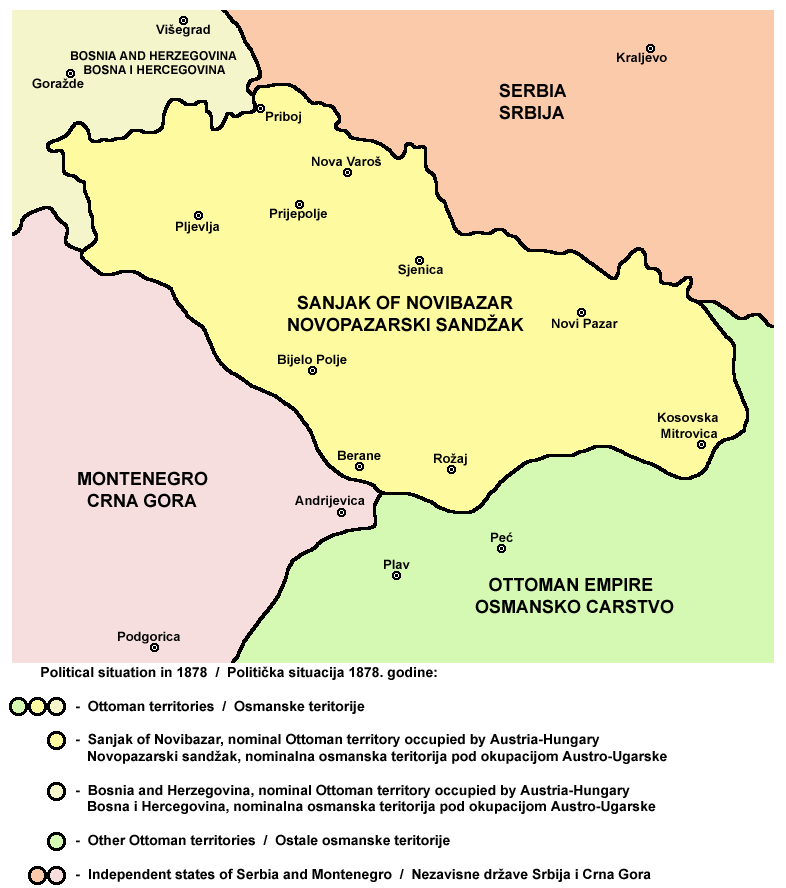
Il Sangiaccato di Novi Pazar nel 1878

Durante i secoli di dominazione ottomana il Sangiaccato di Novi Pazar fu una parte della Provincia di Bosnia dell'Impero ottomano, prima di essere incluso nella Provincia del Kosovo nel 1878 a seguito della perdita della Bosnia divenuta protettorato dell'Austria-Ungheria.
Il congresso di Berlino, tenutosi nello stesso anno, autorizzò l'Austria-Ungheria a posizionare presidi militari nel Sangiaccato, che rimasero attivi fino al 1909, quando fu ceduto agli ottomani in cambio del consenso all'annessione totale della Bosnia.
Nell'ottobre 1912, la regione venne conquistata dalle truppe serbe e montenegrine, alleate nella prima guerra balcanica contro i Turchi. A conclusione delle operazioni militari, il Sangiaccato venne suddiviso tra i Regni di Serbia e Montenegro.
Come diretta conseguenza della politica autoritaria delle nuove autorità serbe e montenegrine, molti abitanti bosgnacchi e albanesi del Sangiaccato emigrarono in Turchia come muhajir. L'emigrazione durò dal 1912 al 1970 e si stima che più di un milione di Turchi derivi da emigranti del Sangiaccato. Ci sono numerose colonie di Bosgnacchi di questa regione dei Balcani in Turchia, in particolare a Edirne, Istanbul, Adapazarı, Bursa, e Samsun.
Nel corso della prima guerra mondiale, il Sangiaccato fu occupato dall'Austria-Ungheria dal 1914 al 1918. Nel 1918 l'unificazione dei Regni di Montenegro e Serbia con i territori fino ad allora asburgici abitati da Slavi meridionali (Slovenia, Croazia, Bosnia ed Erzegovina) portò alla creazione del Regno dei Serbi, Croati e Sloveni, dal 1929 Regno di Jugoslavia. Tra il 1929 e il 1941 il Sangiaccato fu un'area inclusa nella nuova unità amministrativa della Banovina della Zeta, che aveva per capoluogo l'antica capitale montenegrina Cettigne.

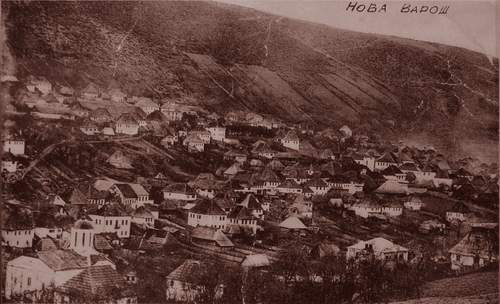
Una fotografia degli anni trenta della città di Nova Varoš, nel Sangiaccato serbo

Gran parte del Sangiaccato fu sotto l'occupazione italiana durante la seconda guerra mondiale, per lo più all'interno del Governatorato del Montenegro. La città di Novi Pazar venne inclusa nella Serbia, lo stato fantoccio del generale Milan Nedić, mentre Plav e Rožaje vennero annesse all'Albania italiana. Dopo la conclusione del conflitto, il Sangiaccato venne suddiviso tra Serbia e Montenegro, come previsto dagli accordi fra i due Paesi del 1913.
Le guerre jugoslave degli anni novanta non interessarono il Sangiaccato, anche se i conflitti in Bosnia e nel Kosovo comportarono la crescita delle tensioni etniche e nel secondo caso i bombardamenti della NATO.
Secondo i dati forniti da alcuni partiti rappresentanti dei Bosgnacchi del Sangiaccato, circa 60.000-80.000 Bosniaci musulmani emigrarono dalla regione in questo periodo a causa dell'oppressione politica e dell'operato della polizia nel territorio del Sangiaccato. Ci furono alcuni casi di assassini di cittadini bosgnacchi negli anni compresi tra il 1992 e il 1995; i più conosciuti riguardarono i casi di Sjeverin (Priboj), Bukovica (Pljevlja) e 
Štrpci (Prijepolje).
Con i radicali cambiamenti in senso democratico che caratterizzarono la politica serba nel 2000, i Bosgnacchi poterono cominciare a partecipare in modo più significativo alla vita politica in Serbia e Montenegro. Rasim Ljajić, esponente politico bosgnacco, divenne ministro del governo della Serbia e Montenegro, mentre Rifat Rastoder è l'attuale vicepresidente del parlamento montenegrino.

## Demografia

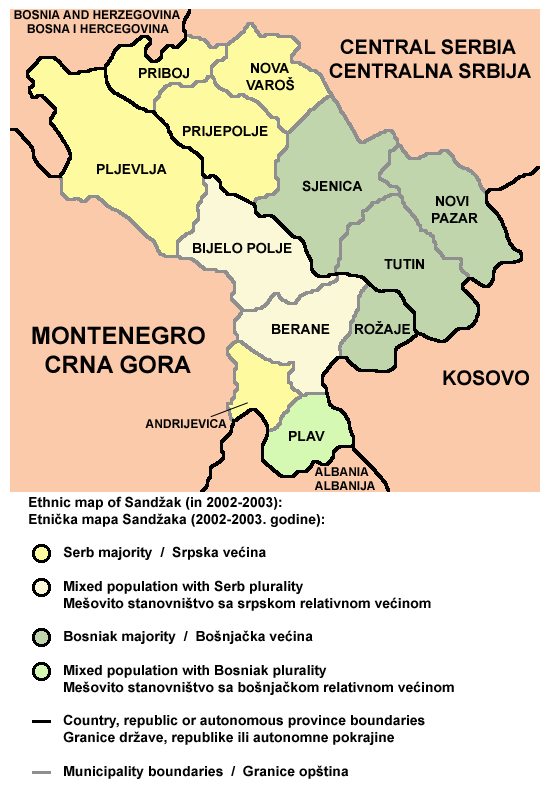
Mappa etnica del Sangiaccato secondo i censimenti del 2002 (Serbia) e 2003 (Montenegro).
Nota: la mappa mostra la maggioranza etnica all'interno delle municipalità

Secondo i censimenti ufficiali effettuati in Serbia e in Montenegro tra il 2002 e il 2003, nel Sangiaccato risiede una popolazione complessiva di 426.044 persone. Gli abitanti della parte serba della regione ammontano a 235.567 persone, mentre risiedono nella parte montenegrina 190.477 abitanti.
Gruppi etnici nel Sangiaccato:
- Bosgnacchi: 193.026 (45,31%)
- Serbi: 156.852 (36,82%)
- Montenegrini: 29.892 (7,02%)
- Albanesi: 27.047 (6,35%)
- Altri (compresi musulmani di nazionalità, Rom, etc.)

Gruppi etnici nel Sangiaccato serbo:
- Bosgnacchi: 134.128 (56,94%)
- Serbi: 89.396 (37,95%)
- Musulmani di nazionalità: 8.222 (3,49%)
- Montenegrini: 928 (0,40%)
- Altri (Albanesi)

Gruppi etnici nel Sangiaccato montenegrino:
- Serbi: 67.456 (35,41%)
- Bosgnacchi: 58.898 (30,92%)
- Montenegrini: 28.964 (15,21%)
- Albanesi: 18.825 (9,88%)
- Altri (musulmani di nazionalità)

Le municipalità a maggioranza bosgnacca e albanese sono: Novi Pazar (76,28%), Tutin (94,23%), Sjenica (73,34%), Plav (50,73%) e Rožaje (81,68%).
Le municipalità a maggioranza serba sono: Priboj (74,15%), Prijepolje (56,82%), Nova Varoš (90,09%), Pljevlja (59,52%) e Andrijevica (65,08%).
Le municipalità etnicamente miste con una maggioranza relativa serba sono: Bijelo Polje (36,31%) e Berane (41,43%).
Componente bosgnacca e albanese nelle diverse municipalità del Sangiaccato: 
- Tutin 94,23% (28.319 dei 30.054);
- Rožaje 81,68% (22.512 dei 27.562);
- Novi Pazar 76,28% (65.593 dei 85.996);
- Sjenica 73,34% (20.512 dei 27.970);
- Plav 50,73% (10.960 dei 21.604);
- Prijepolje 31,83% (13,109 dei 41.188);
- Bijelo Polje 25,22% (14.409 dei 57.124);
- Berane 22,00% (8.994 dei 40.885);
- Priboj 18,33% (5.567 dei 30.377);
- Pljevlja 5,48% (2.023 dei 36.918);
- Nova Varoš 5,15% (1.028 dei 19.982);
- La municipalità di Andrijevica non conta abitanti dichiaratisi di nazionalità bosgnacca.

Musulmani di nazionalità nelle diverse municipalità del Sangiaccato:
- Bijelo Polje 17,18% (9.816 dei 57.124);
- Prijepolje 9,26% (3.812 dei 41.188);
- Pljevlja 8,36% (3.088 dei 36.918);
- Berane 7,32% (2.994 dei 40.885);
- Rožaje 6,06% (1.670 dei 27.562);
- Plav 5,78% (1.249 dei 21.604);
- Priboj 4,70% (1.427 dei 30.377);
- Nova Varoš 2,51% (502 dei 19.982);
- Sjenica 2,36% (659 dei 27.970);
- Novi Pazar 1,86% (1.599 dei 85.996);
- Tutin 0,74% (223 dei 30.054);
- Andrijevica 0,13% (8 dei 6.384).

Componente serba nelle diverse municipalità del Sangiaccato:
- Nova Varoš 90,09% (18.001 dei 19.982);
- Priboj 74,15% (22.523 dei 30.377);
- Andrijevica 65,08% (4,155 dei 6.384);
- Pljevlja 59,52% (21.972 dei 36.918);
- Prijepolje 56,82% (23.402 dei 41.188);
- Berane 41,43% (16.939 dei 40.885);
- Bijelo Polje 36,31% (20.743 dei 57.124);
- Sjenica 23,50% (6.572 dei 27.970);
- Novi Pazar 20,47% (17.599 dei 85.996);
- Plav 12,64% (2.731 dei 21.604);
- Tutin 4,32% (1.299 dei 30.054);
- Rožaje 3,32% (916 dei 27.562).

Componente montenegrina nelle diverse municipalità del Sangiaccato: 
- Andrijevica 23,10% (1.475 dei 6.384);
- Berane 22,70% (9.282 dei 40.885);
- Pljevlja 20,99% (7.750 dei 36.918);
- Bijelo Polje 16,13% (9.214 dei 57.124);
- Plav 3,66% (790 dei 21.604);
- Rožaje 1,64% (453 dei 27.562);
- Priboj 1,42% (432 dei 30.377);
- Prijepolje 0,66% (271 dei 41.188);
- Nova Varoš 0,37% (73 dei 19.982);
- Novi Pazar 0,13% (109 dei 85.996);
- Sjenica 0,08%(23 dei 27.970);
- Tutin 0,07% (20 dei 30.054).

## Politica e ricerca di autonomia
Nel periodo di esistenza della Repubblica Federale di Iugoslavia e della Confederazione di Serbia e Montenegro (1992-2002 e 2002-2006), alcuni politici di etnia bosgnacca provenienti da questa regione sostennero la costituzione di uno status autonomo per il territorio del Sangiaccato.
La proposta più radicale fu quella della possibile creazione della Repubblica del Sangiaccato, confederata a Serbia e Montenegro. Poiché ora Serbia e Montenegro sono stati indipendenti, e il Sangiaccato si trova suddiviso fra queste due repubbliche, è probabile che futuri assetti autonomistici per la regione rispettino i confini internazionali fra i due Paesi.
Inoltre, costituendo i bosgnacchi la maggioranza solo in tre municipalità orientali del Sangiaccato serbo e in due municipalità orientali di quello montenegrino, ed essendo la popolazione serba e montenegrina di questa regione etnicamente mista sostanzialmente contraria a un possibile status autonomo, è improbabile che una futura regione autonoma racchiuda anche le municipalità a maggioranza serba e montenegrina del Sangiaccato.
Il Consiglio Nazionale Bosgnacco di Serbia-Montenegro rappresenta la regione presso l'Organizzazione delle Nazioni e dei Popoli non rappresentati (UNPO) dal 1993.

## Galleria d'immagini

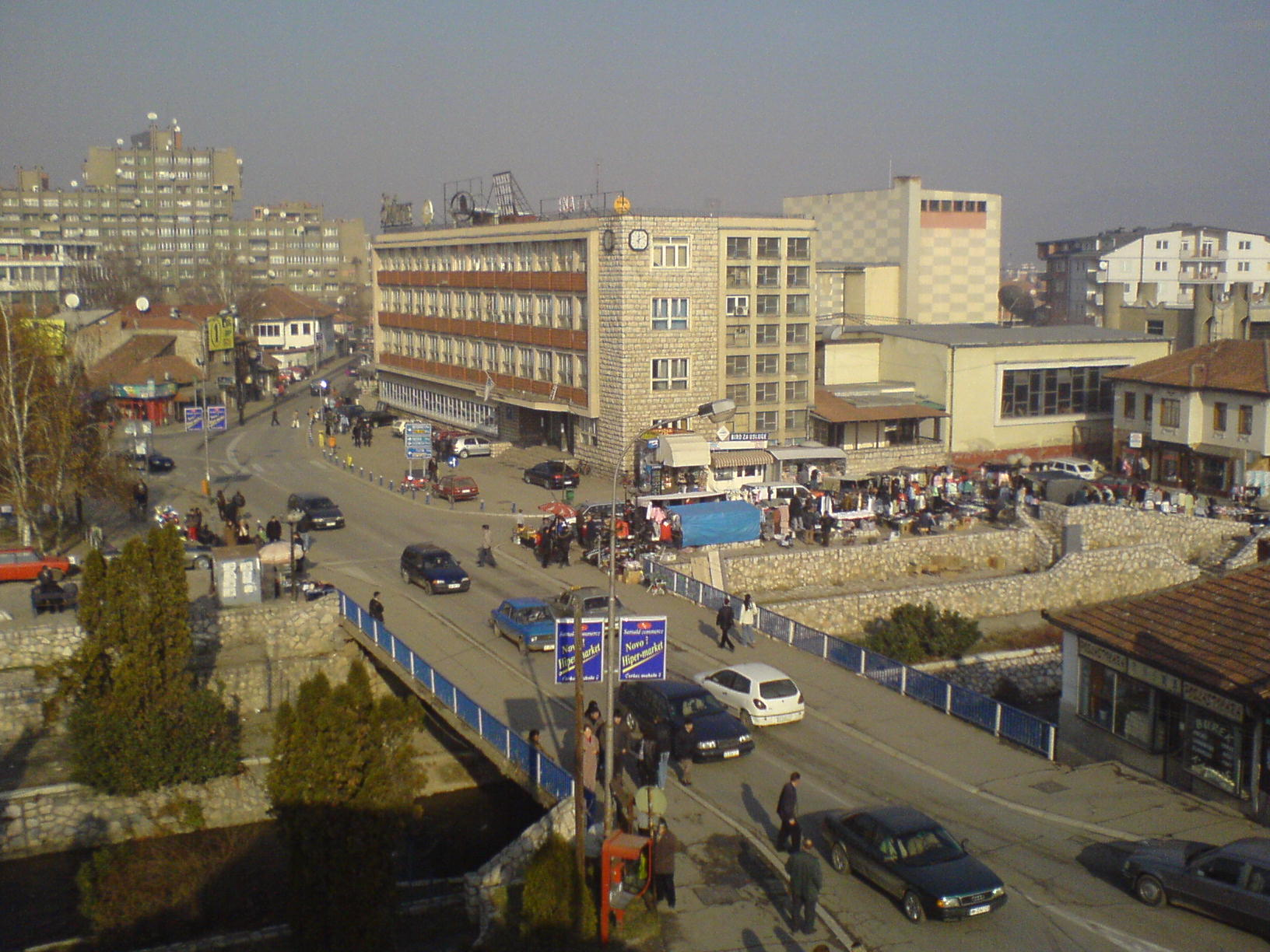
Novi Pazar
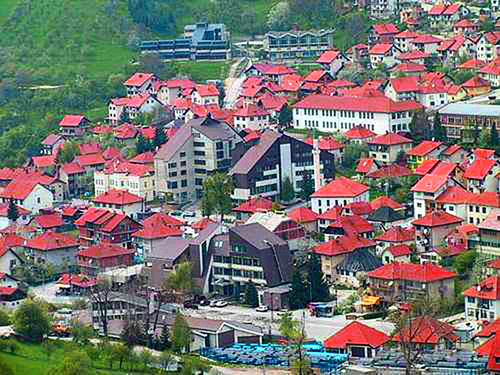
Nova Varoš
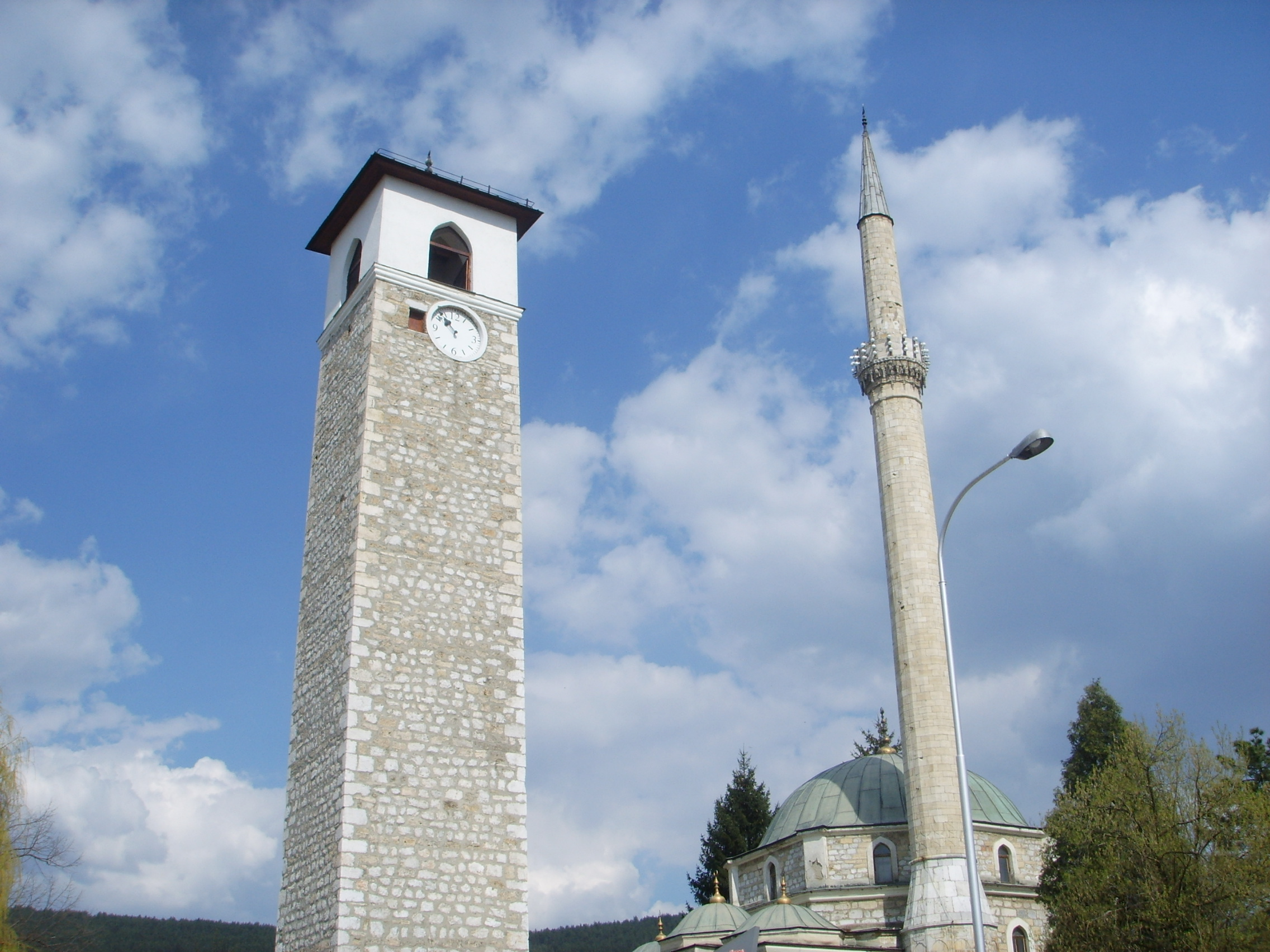
Moschea di Husein-pasa, Pljevlja
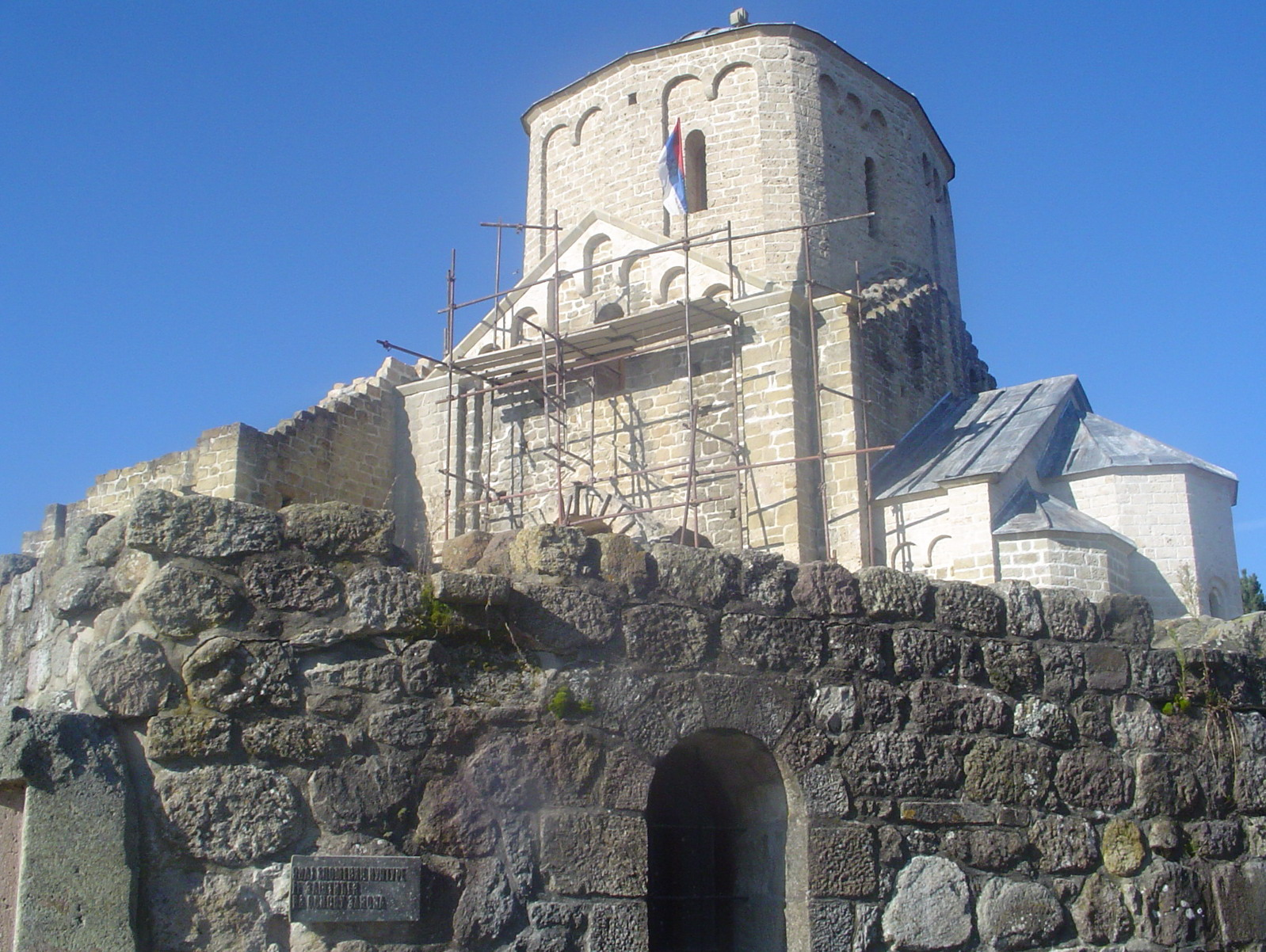
Monastero di Đurđevi Stupovi, vicino a Novi Pazar
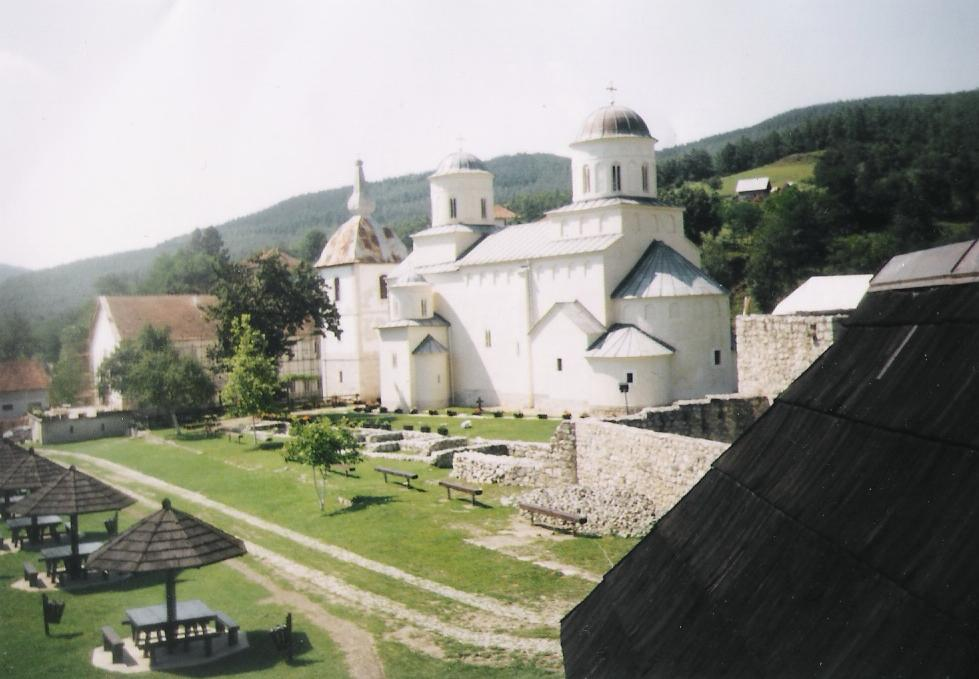
Monastero di Mileševa, vicino a Prijepolje
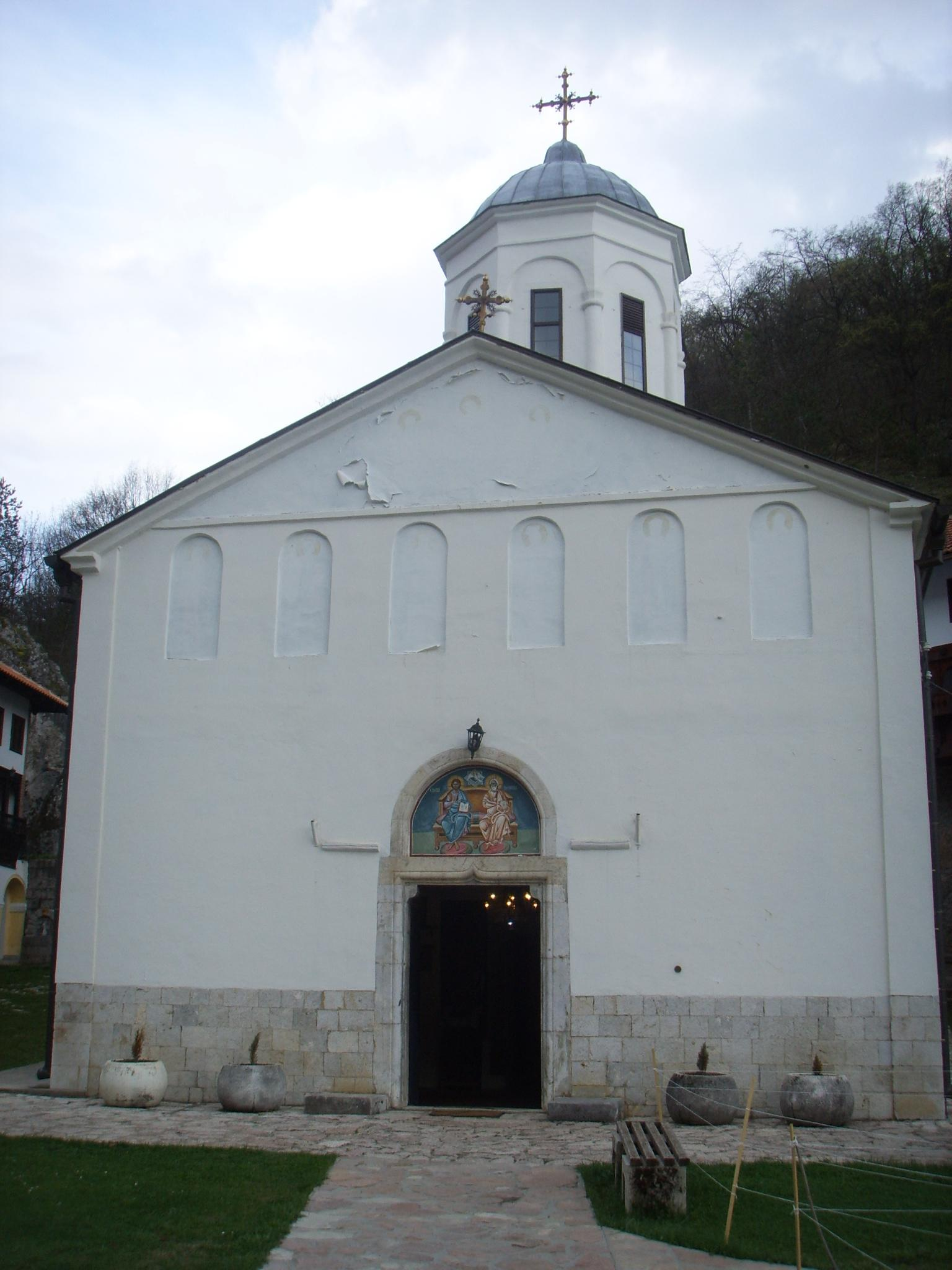
Monastero della Santa Trinità, Pljevlja